# Caligatus venustissima
Caligatus venustissima är en fjärilsart som beskrevs av Walker 1865. Caligatus venustissima ingår i släktet Caligatus och familjen nattflyn. Inga underarter finns listade i Catalogue of Life.